# Hors de la boîte
Hors de la boîte (Out of the Box) est une série télévisée américaine créée par Douglas Love,dont la musique a été créée par Bobby Golden, de 3 saison, 82 épisodes, de 22 à 24 minutes et diffusé entre 1998 et 2004 sur Playhouse Disney.

## Distribution
- Tony James : lui-même
- Vivian Bayubay : elle-même

## Fiche technique
Titre original : Out of the box
Créateur : Douglas Love
Société de production : OOTB Inc.
Pays : États-Unis
Langue d'origine : Anglais

## Saison 1 (1998–1999)
1.?
2.?
3.?
4.?
5.?
6.?
7.?
8.?
9.?
10.?
11.?
12.?
13.?
14.?
15.?
16.?
17.?
18.?
19.?
20.?
21.?
22.?
23.?
24.?

## Saison 2 (1999-2000)
1.? 
2.? 
3.?  
4.? 
5.? 
6.? 
7.? 
8.? 
9.? 
10.? 
11.? 
12.? 
13.? 
14.? 
15.? 
16.? 
17.? 
18.? 
19.? 
20.? 
21.? 
22.? 
23.? 
24.? 
25.? 
26.? 
27.? 
28.? 
29.? 
30.? 
31.? 
32.?

## Saison 3 (2001-2004)
1.? 
2.? 
3.?  
4.? 
5.? 
6.? 
7.? 
8.? 
9.? 
10.? 
11.? 
12.? 
13.? 
14.? 
15.? 
16.? 
17.? 
18.? 
19.? 
20.? 
21.? 
22.? 
23.? 
24.? 
25.? 
26.?